# 의견서
의견서란 자신의 주장요지를 정리한 서면을 말한다.

## 법률의견서

### 형사사건
법률의견서는 경찰이나 검찰의 수사 또는 법원단계에서 변호인이 선임되는 경우에, 변호인이 선임한 피의자 또는 피고인에 대한 사건에 관하여 사실관계와 법률적 쟁점을 정리하여 제출하는 서류를 뜻한다. 형사소송법 제266조의2는 "피고인 또는 변호인은 공소장 부본을 송달받은 날로부터 7일 이내에 공소사실에 대한 인정 여부, 공판준비절차에 관한 의견 등을 기재한 의견서를 법원에 제출하여야 한다."고 하고 있고, "다만, 피고인이 진술을 거부하는 경우에는 그 취지를 기재한 의견서를 제출할 수 있다."고 하고 있다. 2항은 "법원은 제1항의 의견서가 제출된 때에는 이를 검사에게 송부하여야 한다"고 정하고 있다.

### 양식
변호인 의견서
사건: 2012고단[XXXXX] [명]
피고인: [이름]
의 피고인에 대한 위 사건에 관하여 피고인의 변호인은 제1회 공판기일 전에 사건의 쟁점을 정리하고 공판심리의 간이 신속화를 기하기 위하여 아래와 같이 변호인 의견서를 제출합니다.
다 음
1. 공소사실 제1항에 대하여
[본문]
2. 공소사실 제2항에 대하여
[본문]

2013. 4. 12
피의자의 변호인
변호사 [성명]
서울중앙지방법원 형사XX 단독 귀중

### 민사사건
1. 법무법인 혹은 법률사무소 로고
2. 문서분류번호
3. 수 신;
4. 참 조: 000 팀장님
5. 제 목: 중요한 법률문제 관련 귀사의 책임 법위 동에 대한 검토
6. 날짜

위 제목 기재의 질의에 관하여 검토를 마치고 다음과 감은 의견을 드리오니 업무에 참고하시기 바랍니다.

##### 예상되는 문제점
(유의사항) 본 의견서는 위에서 살펴 본 사안과 쟁점에 국한하여 의뢰인의 업무처리와 판단에 도움을 드리기 위한 목적으로 작성되었으므로 다른 용도로 또는 의뢰인 이외의 분이 사용할 수 없으며 의뢰인께서 제3자에게 이 의견서 또는 그 사본을 제공하고자 하실 때에는 반드시 사전에 본 법무법인의 동의를 받으시기 바랍니다.
법무법인 XXX
변호사 XXX

## 참고 문헌
- 형사변호실무 변호인의견서, 대한변협신문

## 같이 보기
- 준비서면